# Devil's Third
『Devil's Third』（デビルズ サード）は、ヴァルハラゲームスタジオが開発したサードパーソン・シューティングゲーム。
日本国内において、パッケージ版はAmazon限定、ダウンロード版はAmazonとニンテンドーeショップのみでの販売であり、2015年8月4日に発売された。
2016年6月8日から、本作のオンラインモードを独立させたWindows版『Devil's Third Online』がネクソンによって運営されていたが、2017年3月29日11時をもって終了した。

## 概要・経緯
当初はTHQよりXbox 360とPlayStation 3向けに発売予定であったが、THQの経営不振（のち倒産）により2012年7月にヴァルハラゲームスタジオが著作権・販売権を取得、2014年6月のE3において任天堂よりWii U専用ソフトとして発売されることが発表された。
2014年11月24日、開発者である板垣伴信は、ゲームの進捗状況についてFacebook上で述べ、2015年に発売を予定している事を明かした。
本作は先述の通り、ゲームジャンルとしてはサードパーソン・シューティングゲームに分類されるが、素手や武器を用いた近接戦闘も重要な要素として描かれている。作中では近接攻撃で止めを刺す「フィニッシュブロー」というシステムによって描写されているが、これはプレイヤーの立ち位置によって内容が変わるシステムであり、例えば近くに壁がある時は「敵の頭を掴んで壁に叩きつける」、転落防止用の柵で仕切られた高所では「敵を柵に叩きつけ、そこから投げ落とす」というものである。なお、このフィニッシュブローの最中は敵からの攻撃に対する当たり判定が無くなり、一見すると「敵に囲まれた状態でもダメージを受けずに敵を1人倒せる」という利点があるが、逆に一部の敵も同様の攻撃でダメージを与えてくる場合があり、一部のボスキャラクターに至っては「プレイヤーの残りライフが少ない時に即死技を仕掛けてくる」という場合もある。
また、収集要素として各ミッションのマップに「戦利品」なるアイテムが置かれており、これを集めるのが本作におけるやり込み要素の一つである。世界各地の酒や楽器、劇中で登場する部隊のエンブレムなどがある。

## イントロダクション
時は20XX年、スクール・オブ・デモクラシー（SOD）と名乗るソビエト系特殊部隊の残党が衛星の自爆コードを実行し、ケスラーシンドロームを引き起こす。 
これにより発生した電磁パルス（EMP）により世界中のコンピューターやそれを利用したレーダー、兵器は使用不能となってしまう。
そんな中アメリカ政府は、 元SODの兵士であり、現在は囚人として服役しているアイヴァン・ザ・テリブルを切り札として戦場に投入する事を決める。 
彼にはかつて、組織のやり方に疑問を持って脱走し、アメリカ軍に投降した過去があり、SODからは裏切り者とされていた。
アイヴァンは、自らが兵士に仕立て上げた「C4」ことアナスタシア、SOD時代に恋仲だったジェーン・ドゥなど、敵となるかつての仲間に複雑な想いを抱きながら、壮絶な死闘に身を投じる。

## キャラクター

### 主人公とアメリカ合衆国関係者
アイヴァン・ザ・テリブル (Ivan the Telivel)
声 - 石塚運昇
本作の主人公。元SODの兵士であり、現在はアメリカ政府直属のカウンターテロリスト。43歳。アイヴァンはコードネームであり、軍用格闘術「ディフェンドゥー」の使い手。スキンヘッドにサングラス、顔と手を除く上半身全体に梵字の入れ墨が施された異様な外見が特徴で、背中には不動明王が彫られている。
過去、ある事件でSODが子供を含む民間人を大量虐殺したことを機に、組織の方針に疑問を感じて離脱し、米軍に投降する。禁錮850年の刑を言い渡されており、グアンタナモ湾にある国防総省「ブラックサイト」収容所の最下層で服役しているが、任務の報酬で得たモノに囲まれて悠々自適の生活を送っている。物語の冒頭で、自身と同名のギター『アイヴァン・ザ・テリブル』を報酬に提示され、今回の危険な依頼を引き受ける。囚人番号はUR-713であり、以前はロッカーとして活動していたためか所内でも楽器演奏を嗜む。デザインコンセプトは耳なし芳一。
チャールズ・キャラウェイ (Charles Caraway)
声 - 玄田哲章
アメリカ国防情報局長官。現在のアイヴァンの上司であり、今回の任務を依頼する。
ステラ・メイナード (Stela Maynard)
声 - 田中敦子
空軍特殊作戦コマンドの少佐。輸送ヘリや無人攻撃機でアイヴァン達の後方支援を務める。
ボブ (Bob)
声 - 楠大典
デルタフォース所属。陸軍大尉。アイヴァンと共に任務に参加し、外骨格式のパワードスーツを身に纏って彼の補佐を務める。

### SOD（School Of Democracy）
旧ソ連の元軍人アイザック・クマノが率いるテロ組織。銃器や装甲戦闘車両といった現代的な武器や装備の他、熊野流忍者の流れを汲んだ、忍者刀や忍び装束に身を包んだ兵士を有し、さらには殺傷力抜群の化学兵器まで保持しており、その戦力は単なるテロ組織の域を超えている。
なお、組織名は直訳すると「民主主義の学校」となるが、実際にやっているのは化学兵器の使用を含んだ手段を選ばぬ虐殺であり、これがアイヴァンが組織と袂を分かつ原因となった。
C4 / アナスタシア (Anastasia)
声 - 古川小百合
SOD頭目、アイザック・クマノの娘。29歳。アイヴァンが兵士として仕立て上げた。旧ソ連軍が開発していた化学兵器の影響で、最後にアイヴァンと共に行動した16歳の時点で成長が止まっている。
C4はコードネームであり、プラスチック爆弾の扱いに長けることから名づけられた。
ビッグマウス (Big Mouth)
声 - 三宅健太
SOD幹部。51歳。大柄な見た目の印象に反して化学兵器の扱いを得意とする。直属の兵士は化学兵器から身を守るため防護服を着用し、アタッチメントに火炎放射器を装着している。
グルンドラ・シャハ (Grewndola Shah)
声 - 稲田徹
SOD幹部。赤いベレー帽と上半身を覆う入れ墨が特徴的な、インド出身のアフリカ系移民。アイヴァンに格闘技を仕込んだ師匠であり、自身はククリ二刀流で戦う。直属の兵士もまたククリを装備し、白兵戦に長ける。
ジェーン・ドゥ (Jane doe)
声 - 鶴ひろみ
SOD幹部でビッグマウスの妻。41歳。アイヴァンとは以前恋仲にあった。直属の兵士は忍者刀を所持している。
リュドミラ・カレーニナ (Ludmila Karenina)
声 - 浅野真澄
SOD幹部。本人のみならず直属の兵士はステルススーツを纏う。
アイザック・クマノ (Issac Kumano)
声 - 小山剛志
紀州熊野流忍術および熊野流居合抜刀術の使い手。66歳。SOD頭目。江戸時代末期の幕末の動乱で国を追われ、当時のロシア帝国に亡命した熊野流忍者の末裔。
旧ソ連時代はソ連軍に属しており、退役時の最終階級は中将。

## ソロプレイ ミッション
ミッション1
場所：キューバ　グアンタナモ　国防総省「ブラックサイト」収容所
現地時間：11月05日　23時00分
ミッション2
場所：パナマ沖　62km地点
現地時間：11月07日　15時00分
ミッション3
場所：スタールイ・ブラート島　ブラート北空軍空港
現地時間：11月08日　14時51分
ミッション4
場所：ブラート経済特区　中央通り
現地時間：11月08日　17時00分
ミッション5
場所：ブラート富士山腹　ブラート吉原
現地時間：11月10日　19時30分
ミッション6
場所：スタールイ・ブラート島　工業地帯
現地時間：11月10日　21時30分
ミッション7
場所：ブラート富士西側斜面　ツンドラ地帯
現地時間：11月11日　15時30分
ミッション8
場所：ムラートシイ・ブラート島上空
現地時間：11月11日　18時30分
ミッション9
場所：ムラートシイ・ブラート島宇宙基地
現地時間：11月11日　20時00分